# Oldřich Kotyza
Oldřich Kotyza (2. února 1963, Mělník – 27. ledna 2021) byl český archeolog.
Pracoval jako archeolog v Oblastním muzeu v Litoměřicích, kde byl kurátorem podsbírky archeologie. Vedle raně a vrcholně středověké archeologie litoměřického regionu se zabýval také historickou klimatologií, religionistikou a regionálními dějinami Litoměřicka. Jako externista také vyučoval na katedře archeologie Západočeské univerzity v Plzni.